# わなびぃず!
『わなびぃず!』は、2019年4月6日から2022年3月26日まで、RKB毎日放送（RKBラジオ）で放送された音楽番組。

## 概要
「今、聴きたい音楽、今、知りたい音楽、今、会いたいアーティスト」をコンセプトとするランキング番組である。この番組の開始により福岡県内の民放ラジオ局全局で音楽チャート番組を放送する事となった。　

## 放送時間
- 土曜日 17:50 - 20:30（JST）

ただしRKBエキサイトホークスとの兼ね合いで休止や短縮が生じる場合がある（特にナイトゲームの場合は雨傘番組としても編成せず、完全に休止とする）。

## パーソナリティ
- 植村友紀
- 赤塚亮太朗

## コーナー
- みたい！ききたい！いらっしゃい！
- みたい！ききたい！しゃべりたい！
- ももちレコード
- 植村、F押えるってよ
- ちかとマチャコの天神ミュージック（上田知佳・明光院昌子が出演、ウエスト提供）
- RKBヘッドライン

## 特別番組
- ゴールデンわなびぃず!（2019年5月6日 6:30〜12:44）[2]
- 新春スペシャル わなびぃず!炎の11時間リクエスト（2020年1月2日 6:30〜17:30）[3]
- わなびぃず!お家で音楽講座スペシャル[4]（2020年5月4日 6:30〜17:30）